# Édouard Huberti
Pour les articles homonymes, voir Huberti.
Édouard Jules Joseph Huberti, né à Bruxelles le 6 janvier 1818 et mort à Schaerbeek le 12 juin 1880, est un peintre belge de paysages, de fleurs et de natures mortes.

## Biographie
Après s'être consacré à la musique, il délaisse cet art pour la peinture et se fait connaître comme peintre de fleurs et comme paysagiste. Il excelle également dans la pratique de l'eau-forte et de l'aquarelle.
Il étudie l'architecture à l'Académie d'Anvers, mais l'appel de la peinture fut plus puissant et il se forme de façon autodidacte. Aussi Sander Pierron dira-t-il de lui qu'il est « un apprenti sans maître qui devait devenir un maître sans disciple ». On lui connaît toutefois au moins un disciple, Alphonse Asselbergs.
Il est influencé par le peintre Théodore Fourmois et fait partie de la Colonie d'Anseremme.
Il s'installe à Tervuren au début des années 1860, ainsi que de nombreux peintres tels que Jules Raeymaekers, Jules Montigny et Alphonse Asselbergs. Ce n'est que vers 1863, qu'Hippolyte Boulenger fréquente l’auberge du village « Au Renard » où ils sont rassemblés. Boulenger prend la tête du groupe qui devient l'École de Tervueren, et il en devient l’artiste emblématique jusqu'à sa mort en 1874.
C'est un des membres fondateurs de la Société libre des beaux-arts en 1868.
Le 7 février 1879 il est décoré Chevalier de l'Ordre de Léopold.

### Décoration
Chevalier de l'ordre de Léopold le 7 février 1879

## Œuvre
En contact avec les peintres de Barbizon, il se laisse fortement influencer par Corot et partage son goût des harmonies délicates. Sa peinture dont la gamme des couleurs se complaît aux gris et aux verts tendres dégage une intense poésie, née d'un sens très développé des atmosphères.

## Postérité
Une exposition rétrospective de son œuvre est organisée en 1881, au cercle artistique de Bruxelles. 